# Interserie

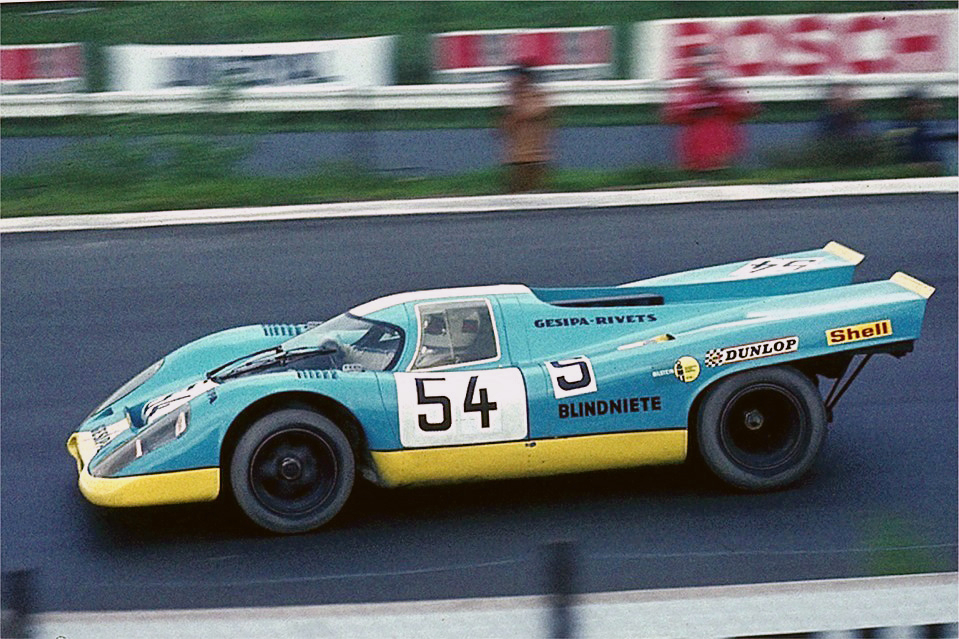
Porsche 917K; Siegerwagen von Jürgen Neuhaus in der Interserie 1970

Die Interserie war eine europäische Serie von Sportwagenrennen, die als „Gegenstück“ zur nordamerikanischen CanAm-Serie ins Leben gerufen wurde.

## Meisterschaft
Kennzeichen der Interserie war und ist, dass verschiedenartige Rennfahrzeuge zum Einsatz kommen, teilweise welche, die andernorts nicht mehr zum Start zugelassen wurden. Ein typisches Beispiel dafür sind Porsche 917 und Ferrari 512S, die in der Sportwagen-Weltmeisterschaft nur bis 1971 zum Einsatz kamen.
Das erste Rennen fand am 28. Juni 1970 am Norisring, Nürnberg, statt. Sieger dieses Rennens und auch späterer Gesamtsieger der Saison 1970 wurde der Wuppertaler Jürgen Neuhaus auf einem Porsche 917K. 1975 war das letzte Jahr der Interserie alter Prägung. Mangels Finanzierbarkeit der Rennautos verkleinerte sich der Teilnehmerkreis immer mehr, was zum Rückgang des Publikumsinteresses führte.
Ursprünglich basierten die Rennwagen auf Fahrzeugen der FIA-Gruppen 5, 6 und 7 oder der späteren Gruppe C der Rennsportwagenserien. Später wurden als Fahrzeuge meist Rennwagen eingesetzt, bei denen man die Monoposto-Basis um Rad- oder Vollverkleidungen ergänzt und die Motoren durch langlebige Cosworth- oder Judd-Aggregate ausgetauscht hatte. Dabei wurden sowohl ehemalige Le-Mans-Fahrzeuge, Formel-3000- als auch Formel-1-Rennwagen eingesetzt, letztere kamen meist aus den Beständen von Arrows, Minardi oder Jordan.
Aus anderen Rennserien bekannte Rennfahrer, die sich zeitweilig in der Interserie betätigten, sind Manuel Reuter, Klaus Ludwig, Hans-Joachim Stuck und Bernd Schneider. Ansonsten fuhren dort betuchte Amateure aus Freude am Motorsport mit leistungsstarken Fahrzeugen.

## Statistik

### Fahrer-Meisterschaft
| Jahr | Fahrerwertung ab 1970 – Division I ab 1986 | Division II ab 1986    | Division III ab 1999 | Division IV ab 2003 |
| ---- | ------------------------------------------ | ---------------------- | -------------------- | ------------------- |
| 1970 | Jürgen Neuhaus                             |                        |                      |                     |
| 1971 | Leo Kinnunen                               |                        |                      |                     |
| 1972 | Leo Kinnunen                               |                        |                      |                     |
| 1973 | Leo Kinnunen                               |                        |                      |                     |
| 1974 | Herbert Müller                             |                        |                      |                     |
| 1975 | Herbert Müller                             |                        |                      |                     |
| 1976 | Herbert Müller                             |                        |                      |                     |
| 1977 | Helmut Bross                               |                        |                      |                     |
| 1978 | Reinhold Joest                             |                        |                      |                     |
| 1979 | Kurt Lotterschmid                          |                        |                      |                     |
| 1980 | Kurt Lotterschmid                          |                        |                      |                     |
| 1981 | Roland Binder                              |                        |                      |                     |
| 1982 | Roland Binder                              |                        |                      |                     |
| 1983 | Walter Lechner                             |                        |                      |                     |
| 1984 | Klaus Niedzwiedz                           |                        |                      |                     |
| 1985 | Roland Binder                              |                        |                      |                     |
| 1986 | Louis Krages                               | Roland Binder          |                      |                     |
| 1987 | Walter Lechner                             | Karl Hasenbichler      |                      |                     |
| 1988 | Jochen Dauer                               | Rolf Götz              |                      |                     |
| 1989 | Walter Lechner                             | Rolf Götz              |                      |                     |
| 1990 | Bernd Schneider                            | Rolf Götz              |                      |                     |
| 1991 | Bernd Schneider                            | Karl Hasenbichler      |                      |                     |
| 1992 | Manuel Reuter                              | Karl Hasenbichler      |                      |                     |
| 1993 | Giovanni Lavaggi                           | Ranieri Randaccio      |                      |                     |
| 1994 | Johan Rajamäki                             | Walter Lechner         |                      |                     |
| 1995 | Karl-Heinz Becker                          | Walter Lechner         | Robbie Stirling      |                     |
| 1996 | Robbie Stirling                            | Walter Lechner         |                      |                     |
| 1997 | Josef Neuhauser                            | Joachim Ryschka        |                      |                     |
| 1998 | Josef Neuhauser                            | Alfred Guldi           | Martin Krisam        |                     |
| 1999 | Jaromír Zdražil                            | Vlasto Matouš          | Karl-Heinz Becker    |                     |
| 2000 | Rolf-Thorsten Dietrich                     | Frank Schierig         | Josef Neuhauser      |                     |
| 2001 | Christoph Haingartner                      | Christian Hauser       | Josef Neuhauser      |                     |
| 2002 | Rolf-Thorsten Dietrich                     | Jean-Claude Monbaron   | Walter Leitgeb       |                     |
| 2003 |                                            | Rolf-Thorsten Dietrich | Jean-Claude Monbaron | Walter Leitgeb      |
| 2004 |                                            | Peter Milavec          | Thomas Wolfert       | Hans-Peter Voigt    |
| 2005 | Sabrina Hungerbühler                       | Hans-Peter Voigt       | Peter Milavec        | Marcel Baierle      |
| 2006 |                                            | Hans-Peter Voigt       | Peter Milavec        | Marek Schramm       |
| 2007 | Peter Milavec                              | Marcel Baierle         | Hans-Peter Voigt     |                     |
| 2008 | Peter Milavec                              | Thomas Conrad          | Hans-Peter Voigt     |                     |
| 2009 | Peter Randlshofer                          | Thomas Keller          |                      | Lars Erichson       |